# جولین دو رهارت
جولین دو رهارت (انگلیسی: Julien du Rhéart; ۱۳ مارس ۱۸۸۵ – ۲۸ فوریهٔ ۱۹۶۳) بازیکن فوتبال اهل فرانسه بود.
از باشگاه‌هایی که در آن بازی کرده‌است می‌توان به باشگاه فوتبال ستاره سرخ اشاره کرد.
وی همچنین در تیم ملی فوتبال فرانسه بازی کرده‌است.